# TurboPrint
TurboPrint ist ein proprietäres Druckertreibersystem für die Betriebssysteme AmigaOS, Linux, Windows sowie Mac OS X. Es wurde ursprünglich von Stefan Donhauser und Florian Zeiler entwickelt und bietet Unterstützung für eine Vielzahl von Druckern, die entweder keine freien Treiber haben oder bei denen der Funktionsumfang der freien Treiber eingeschränkt ist.
In neueren Versionen wurde TurboPrint in das CUPS-Drucksystem integriert und ist somit auch mit modernen Linux-Distributionen und Druckinfrastrukturen kompatibel.

## Historie
TurboPrint wurde erstmals 1988 veröffentlicht und wurde in den 1990er Jahren zu einer beliebten Lösung für Amiga-Nutzer, die eine erweiterte Druckerunterstützung benötigten. Zu dieser Zeit war die Druckerunterstützung unter AmigaOS sehr begrenzt, was die Nachfrage nach Drittanbieter-Lösungen wie TurboPrint anheizte. Aufgrund der begrenzten Unterstützung durch den Hardwarehersteller und der Unzulänglichkeiten von Standardtreibern entwickelte sich ein eigener Markt für alternative Druckertreiberlösungen. Diese Nische wurde von TurboPrint erfolgreich genutzt, und es hat sich zu einem der bekanntesten Druckertreibersysteme für AmigaOS entwickelt.
Ab 2005 wurde TurboPrint auch für Linux veröffentlicht und erweiterte so seine Nutzbarkeit auf moderne Desktop-Systeme. Seitdem ist es eine der bevorzugten Drucklösungen für Linux-Nutzer, die auf bestimmte Druckermodelle angewiesen sind, die nicht von freien Treibern unterstützt werden. In der aktuellen Version unterstützt TurboPrint auch die Druckerunterstützung von CUPS, was es mit der gängigen Linux-Druckinfrastruktur kompatibel macht.

## Funktionalität
TurboPrint bietet eine Vielzahl von Funktionen, die über die grundlegenden Druckerfunktionen hinausgehen. Es ermöglicht beispielsweise:
- Erweiterte Druckfunktionen für Druckermodelle, die mit freien Treibern nicht vollständig kompatibel sind.
- Optimierte Druckqualität auf verschiedenen Druckermodellen, inklusive spezieller Tinten- und Farbmanagement-Funktionen.
- Druckerprofile, die es Nutzern ermöglichen, die Druckqualität und -farben fein abzustimmen.
- CUPS-Integration für eine einfache Verwaltung und Nutzung des Drucksystems unter Linux.

TurboPrint unterstützt zahlreiche Druckermodelle und ermöglicht Benutzern, Drucker auch dann zu verwenden, wenn keine offiziellen Treiber des Herstellers vorhanden sind. Besonders hervorzuheben ist die Unterstützung für Drucker, die unter den Unix-ähnlichen Betriebssystemen wie Linux oder MorphOS keine nativen Treiber haben.

## Plattformen
TurboPrint ist für mehrere Plattformen verfügbar:
AmigaOS
Die ursprüngliche Plattform, auf der TurboPrint bekannt wurde. Es bietet erweiterte Funktionen für Amiga-Benutzer, die Drucker anschließen möchten.
Linux
TurboPrint bietet Unterstützung für viele gängige Druckermodelle und ist auf x86-, x64- und ARM-Systemen verfügbar. In neueren Versionen ist es in das CUPS-Drucksystem integriert, was eine nahtlose Integration in moderne Linux-Distributionen ermöglicht.
MorphOS
Eine weitere Plattform, die von TurboPrint unterstützt wird und es Nutzern von MorphOS ermöglicht, Drucker zu nutzen, die auf anderen Betriebssystemen nicht unterstützt werden.
Mac OS X / Windows
Obwohl in den ursprünglichen Versionen nicht enthalten, wird TurboPrint mittlerweile auch auf Mac OS X und Windows angeboten, wodurch es eine breitere Nutzerbasis erreicht, dort allerdings unter der Marke PrintFab.

## Versionsgeschichte
- TurboPrint 1.x (1988): Erste Version, die Druckerunterstützung für AmigaOS ermöglichte.
- TurboPrint 2.x (1990er Jahre): Erweiterte Funktionen und Unterstützung für eine größere Anzahl von Druckern.
- TurboPrint 5.x (2000er Jahre): Version, die auf Linux portiert wurde und CUPS-Integration einführte.
- TurboPrint 7.x (aktuell): Aktuelle Version mit verbesserter Druckqualität, erweiterter Druckerunterstützung und Optimierung für moderne Linux-Distributionen. Die letzte Version (7.60) wurde im September 2023 veröffentlicht.

## Verfügbarkeit
TurboPrint kann über die offiziellen Websites des Projekts heruntergeladen werden:
- TurboPrint für AmigaOS
- TurboPrint für Linux
- TurboPrint für Mac OS X und Windows